# IC 206
IC 206 је лентикуларна галаксија у сазвјежђу Кит која се налази на листи објеката дубоког неба у Индекс каталогу.
Деклинација објекта је - 6° 58' 8" а ректасцензија 2h 9m 30,8s. Привидна величина (магнитуда) објекта IC 206 износи 14,2 а фотографска магнитуда 15,2. IC 206 је још познат и под ознакама MCG -1-6-53, KUG 0207-072, PGC 8238.